# Житняк приазовський
Житняк приазовський, житняк керченський, житняк кімерійський (Agropyron cimmericum) — вид трав'янистих рослин з родини злакові (Poaceae), ендемік України. Вид входить у перелік рослин, які підлягають охороні на території Донецької області.

## Опис
Багаторічна рослина 25–50 см. Кореневища витягнуті. Листові пластини зігнуті, 15–30 см завдовжки; 2–4 мм завширшки. Колос густий, 4–7 см завдовжки, гребенеподібний, з тісно зближеними, майже притиснутими один до одного колосками. Нижня квіткова луска більш-менш волосиста, з остюкоподібним закінченням або переходить в остюк до 2.5 мм завдовжки (дуже рідко тупувата). Зернівка довгаста, волохата на верхівці.

## Поширення
Ендемік України.
Росте на піщаних дюнах і на пляжах, на дуже піщаних ґрунтах — у Приазов'ї Донецької області, Криму й на Арабатській стрілці.

## Використання
Використовується для корму.

## Загрози й охорона
Місця, де зростає вид, перебуває під сильним тиском з боку туристичної галузі та розвитку інфраструктури.
Рід Agropyron занесений у Додаток I до Міжнародного договору про генетичні рослинні ресурси для продовольства та сільського господарства як частина генофонду пшениці. У межах ареалу є Казантипський природний заповідник і Арабатський заказник.